# Championnat d'Angleterre de football de troisième division 2021-2022
Navigation
Édition précédente Édition suivante
La saison 2021-2022 de League One est la quatre-vingt-seizième édition de la troisième division anglaise, la dix-huitième sous son nom actuel et la trentième sous sa forme actuelle.

## Les 24 clubs participants
| \| Accrington Bolton Burton Cambridge Cheltenham Doncaster Fleetwood Gillingham Wimbledon Oxford Portsmouth Shrewsbury Sunderland Ipswich Lincoln Morecambe Sheffield Wed. Rotherham Wycombe MKD Charlton Plymouth Crewe Alexandra Wigan \| Localisation des clubs engagés dans le championnat. |
| Accrington Bolton Burton Cambridge Cheltenham Doncaster Fleetwood Gillingham Wimbledon Oxford Portsmouth Shrewsbury Sunderland Ipswich Lincoln Morecambe Sheffield Wed. Rotherham Wycombe MKD Charlton Plymouth Crewe Alexandra Wigan                                                           |

Légende des couleurs
- Relégué de deuxième division
- Promu de quatrième division

| Club                | D3 depuis | Classement 2020-2021 | Stade                        | Capacité | Ville               |
| ------------------- | --------- | -------------------- | ---------------------------- | -------- | ------------------- |
| Wycombe Wanderers   | 2021      | 22e (D2)             | Adams Park                   | 10 137   | High Wycombe        |
| Rotherham United    | 2021      | 23e (D2)             | New York Stadium             | 12 021   | Rotherham           |
| Sheffield Wednesday | 2021      | 24e (D2)             | Hillsborough                 | 39 812   | Sheffield           |
| Sunderland AFC      | 2018      | 4e                   | Stadium of Light             | 48 707   | Sunderland          |
| Lincoln City        | 2019      | 5e                   | Sincil Bank                  | 10 120   | Lincoln             |
| Oxford United       | 2016      | 6e                   | Kassam Stadium               | 12 500   | Oxford              |
| Charlton Athletic   | 2020      | 7e                   | The Valley                   | 27 111   | Londres (Charlton)  |
| Portsmouth FC       | 2017      | 8e                   | Fratton Park                 | 21 100   | Portsmouth          |
| Ipswich Town        | 2019      | 9e                   | Portman Road                 | 30 311   | Ipswich             |
| Gillingham FC       | 2013      | 10e                  | Priestfield Stadium          | 11 582   | Gillingham          |
| Accrington Stanley  | 2018      | 11e                  | Crown Ground                 | 5 057    | Accrington          |
| Crewe Alexandra     | 2020      | 12e                  | Gresty Road                  | 10 066   | Crewe               |
| Milton Keynes Dons  | 2019      | 13e                  | Stadium MK                   | 30 500   | Milton Keynes       |
| Doncaster Rovers    | 2017      | 14e                  | Keepmoat Stadium             | 15 231   | Doncaster           |
| Fleetwood Town      | 2014      | 15e                  | Highbury Stadium             | 5 311    | Fleetwood           |
| Burton Albion       | 2018      | 16e                  | Pirelli Stadium              | 6 912    | Burton upon Trent   |
| Shrewsbury Town     | 2014      | 17e                  | New Meadow                   | 9 875    | Shrewsbury          |
| Plymouth Argyle     | 2020      | 18e                  | Home Park                    | 17 411   | Plymouth            |
| AFC Wimbledon       | 2016      | 19e                  | Plough Lane                  | 9 300    | Londres (Wimbledon) |
| Wigan Athletic      | 2020      | 20e                  | DW Stadium                   | 25 133   | Wigan               |
| Cheltenham Town     | 2021      | 1er (D4)             | Whaddon Road                 | 7 066    | Cheltenham          |
| Cambridge United    | 2021      | 2e (D4)              | Abbey Stadium                | 9 617    | Cambridge           |
| Bolton Wanderers    | 2021      | 3e (D4)              | University of Bolton Stadium | 28 723   | Bolton              |
| Morecambe FC        | 2021      | 4e (D4)              | Globe Arena                  | 6 476    | Morecambe           |

## Compétition

### Classement
Le classement est établi sur le barème de points classique (victoire à 3 points, match nul à 1, défaite à 0).
Pour départager les égalités, on tient d'abord compte de la différence de buts générale, puis du nombre de buts marqués, puis des confrontations directes et enfin si la qualification ou la relégation est en jeu, les deux équipes jouent une rencontre d'appui sur terrain neutre.
| Rang | Équipe                | Pts | J  | G  | N  | P  | Bp | Bc | Diff |
| ---- | --------------------- | --- | -- | -- | -- | -- | -- | -- | ---- |
| 1    | Wigan Athletic        | 92  | 46 | 27 | 11 | 8  | 82 | 44 | +38  |
| 2    | Rotherham United R    | 90  | 46 | 27 | 9  | 10 | 70 | 33 | +37  |
| 3    | Milton Keynes Dons    | 89  | 46 | 26 | 11 | 9  | 78 | 44 | +34  |
| 4    | Sheffield Wednesday R | 85  | 46 | 24 | 13 | 9  | 78 | 50 | +28  |
| 5    | Sunderland AFC        | 84  | 46 | 24 | 12 | 10 | 79 | 53 | +26  |
| 6    | Wycombe Wanderers R   | 83  | 46 | 23 | 14 | 9  | 75 | 51 | +24  |
| 7    | Plymouth Argyle       | 80  | 46 | 23 | 11 | 12 | 68 | 48 | +20  |
| 8    | Oxford United         | 76  | 46 | 22 | 10 | 14 | 82 | 59 | +23  |
| 9    | Bolton Wanderers P    | 73  | 46 | 21 | 10 | 15 | 74 | 57 | +17  |
| 10   | Portsmouth FC         | 73  | 46 | 20 | 13 | 13 | 68 | 51 | +17  |
| 11   | Ipswich Town          | 70  | 46 | 18 | 16 | 12 | 67 | 46 | +21  |
| 12   | Accrington Stanley    | 61  | 46 | 17 | 10 | 19 | 61 | 80 | -19  |
| 13   | Charlton Athletic     | 59  | 46 | 17 | 8  | 21 | 55 | 59 | -4   |
| 14   | Cambridge United P    | 58  | 46 | 15 | 13 | 18 | 56 | 74 | -18  |
| 15   | Cheltenham Town P     | 56  | 46 | 13 | 17 | 16 | 66 | 80 | -14  |
| 16   | Burton Albion         | 53  | 46 | 14 | 11 | 21 | 51 | 67 | -16  |
| 17   | Lincoln City          | 52  | 46 | 14 | 10 | 22 | 55 | 63 | -8   |
| 18   | Shrewsbury Town       | 50  | 46 | 12 | 14 | 20 | 47 | 51 | -4   |
| 19   | Morecambe FC P        | 42  | 46 | 10 | 12 | 24 | 57 | 88 | -31  |
| 20   | Fleetwood Town        | 40  | 46 | 8  | 16 | 22 | 62 | 82 | -20  |
| 21   | Gillingham FC         | 40  | 46 | 8  | 16 | 22 | 35 | 69 | -34  |
| 22   | Doncaster Rovers      | 38  | 46 | 10 | 8  | 28 | 37 | 82 | -45  |
| 23   | AFC Wimbledon         | 37  | 46 | 6  | 19 | 21 | 49 | 75 | -26  |
| 24   | Crewe Alexandra       | 29  | 46 | 7  | 8  | 31 | 37 | 83 | -46  |

Promotion en Championship
- 1er et 2e : promotion
- 3e à 6e : barrages de promotion

Relégation en League Two
- 21e à 24e : relégation

Abréviations
- P : Promus de League Two
- R : Relégués de Championship

### Barrages de promotion
|  | Demi-finales | Demi-finales        | Demi-finales   | Demi-finales   |                   |                   | Finale | Finale | Finale | Finale |
|  |              |                     |                |                |                   |                   |        |        |        |        |
|  |              |                     |                |                |                   |                   |        |        |        |        |
|  | 6            | Wycombe Wanderers   | 2              | 0              |                   |                   |        |        |        |        |
|  | 6            | Wycombe Wanderers   | 2              | 0              |                   |                   |        |        |        |        |
|  | 3            | Milton Keynes Dons  | 0              | 1              |                   |                   |        |        |        |        |
|  | 3            | Milton Keynes Dons  | 0              | 1              | Wycombe Wanderers | Wycombe Wanderers | 0      | 0      |        |        |
|  |              |                     |                |                | Wycombe Wanderers | Wycombe Wanderers | 0      | 0      |        |        |
|  |              |                     | Sunderland AFC | Sunderland AFC | 2                 | 2                 |        |        |        |        |
|  | 5            | Sunderland AFC      | Sunderland AFC | Sunderland AFC | 2                 | 2                 | 1      | 1      |        |        |
|  | 5            | Sunderland AFC      |                |                |                   |                   |        | 1      |        |        |
|  | 4            | Sheffield Wednesday | 0              | 1              |                   |                   |        |        |        |        |
|  | 4            | Sheffield Wednesday | 0              | 1              |                   |                   |        |        |        |        |

## Meilleurs buteurs
Au 28 avril 2022
| Rang | Joueur        | Club                | Buts |
| ---- | ------------- | ------------------- | ---- |
| 1    | Will Keane    | Wigan Athletic      | 24   |
| 1    | Ross Stewart  | Sunderland          | 24   |
| 3    | Cole Stockton | Morecambe           | 23   |
| 4    | Alfie May     | Cheltenham Town     | 21   |
| 5    | Matty Taylor  | Oxford United       | 20   |
| 6    | Michael Smith | Rotherham United    | 19   |
| 7    | Scott Twine   | Milton Keynes Dons  | 16   |
| 7    | Ryan Hardie   | Plymouth Argyle     | 16   |
| 9    | Sam Vokes     | Wycombe Wanderers   | 15   |
| 9    | Callum Lang   | Wigan Athletic      | 15   |
| 9    | Lee Gregory   | Sheffield Wednesday | 15   |